# Skårby gård

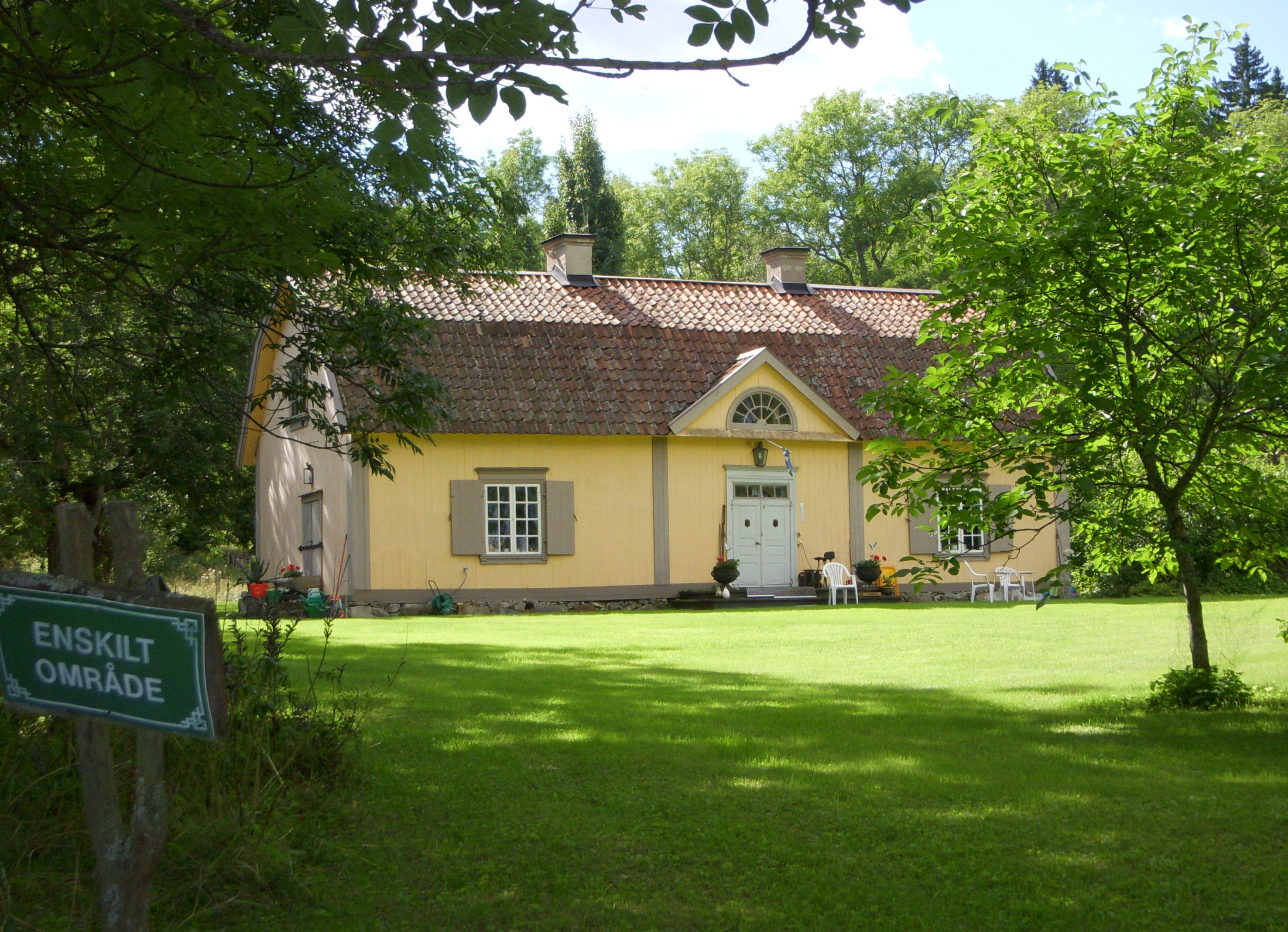
Den kvarvarande södra flygelbyggnaden, sommaren 2010.

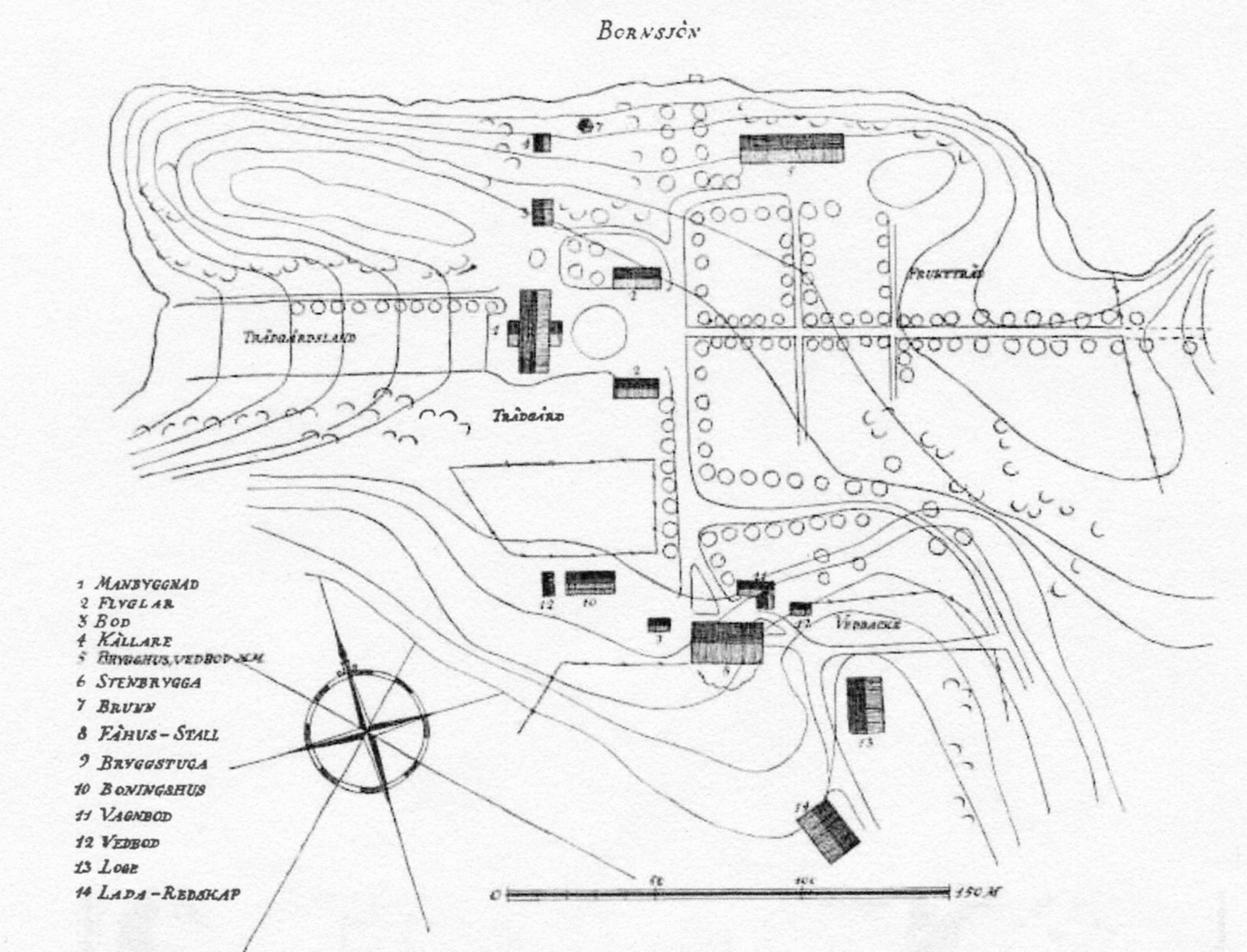
Situationsplan från 1927.

Skårby gård, som varit herrgård alltsedan 1600-talet, är belägen vid Bornsjöns södra strand i Salems socken i Salems kommun i Stockholms län. Omgivningarna kring Skårby har dock varit bebodda redan på brons- och äldre järnåldern. 
På 1660-talet blev Skårby ett säteri. Vid den tiden fanns cirka tjugofyra olika byggnader på egendomen. Huvudbyggnaden med sina två flyglar var först uppförda i karolinsk stil, men blev påföljande sekel ombyggda i gustaviansk stil. Under drygt hundra år, från 1660 till 1773, var Skårby i släkten Klingstedts ägo. Gården har även tillhört andra kända personer som Samuel af Ugglas, Anders Fredrik Skjöldebrand och Johan Henrik Kreüger.
År 1907 tog Stockholms stads vattenledningsverk över Skårby gård och 1949 revs de flesta av byggnaderna. I dag ingår resterna av Skårby i ett större område, som är av Riksintresse för kulturmiljövården i Stockholms län. Skårby är även en del av Bornsjöns naturreservat.

## Forntid

### Skårbyröset
Strax sydost om Skårby gård ligger på en bergsklack Salems största gravröse från bronsåldern; Skårbyröset. Gravplatsen har en diameter på 25 meter och en höjd på tre meter. Den ligger på ett karaktäristiskt sätt överst på en bergsplatå med vidsträckt utsikt över Bornsjöbygden. Länge har den ansetts vara en fornborg, men tolkas numera som en gravanläggning från bronsåldern, då denna typ av gravrösen var vanliga. Den omgivande stenmuren kan ha varit en gravhägnad eller haft en religiös, ceremoniell funktion. 

### Skårby gravfält
Ungefär 300 meter väster om röset ligger två gravfält från järnåldern (RAÄ-nummer: Salem 44:1 och 45:1) som tillhört den forntida gården Skårby. Här finns sammanlagd 20 synliga gravar. Troligen ligger gravar dold under marken mellan de båda och ursprungligen var det ett större sammanhängande gravfält. Ingen av dessa gravar har blivit undersökta. Gården låg troligen strax intill under järnåldern innan man flyttade längre norrut till Bornsjöns strand. Man bedrev omfattande åkerbruk som hundratals upphittade malstenar vittnar om.

### Bilder, forntida lämningar

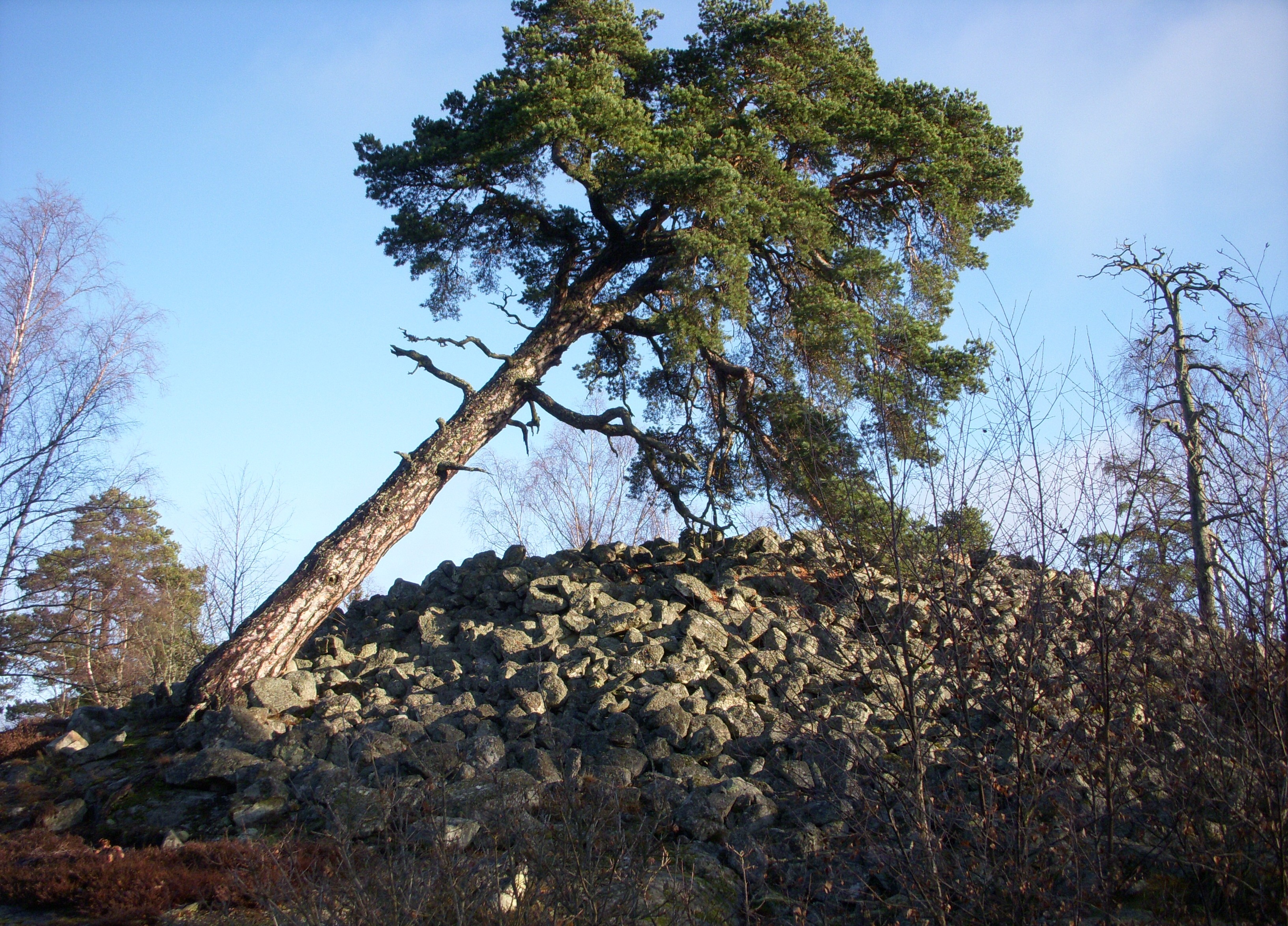
Skårbyröset (RAÄ-nummer: Salem 42:2)
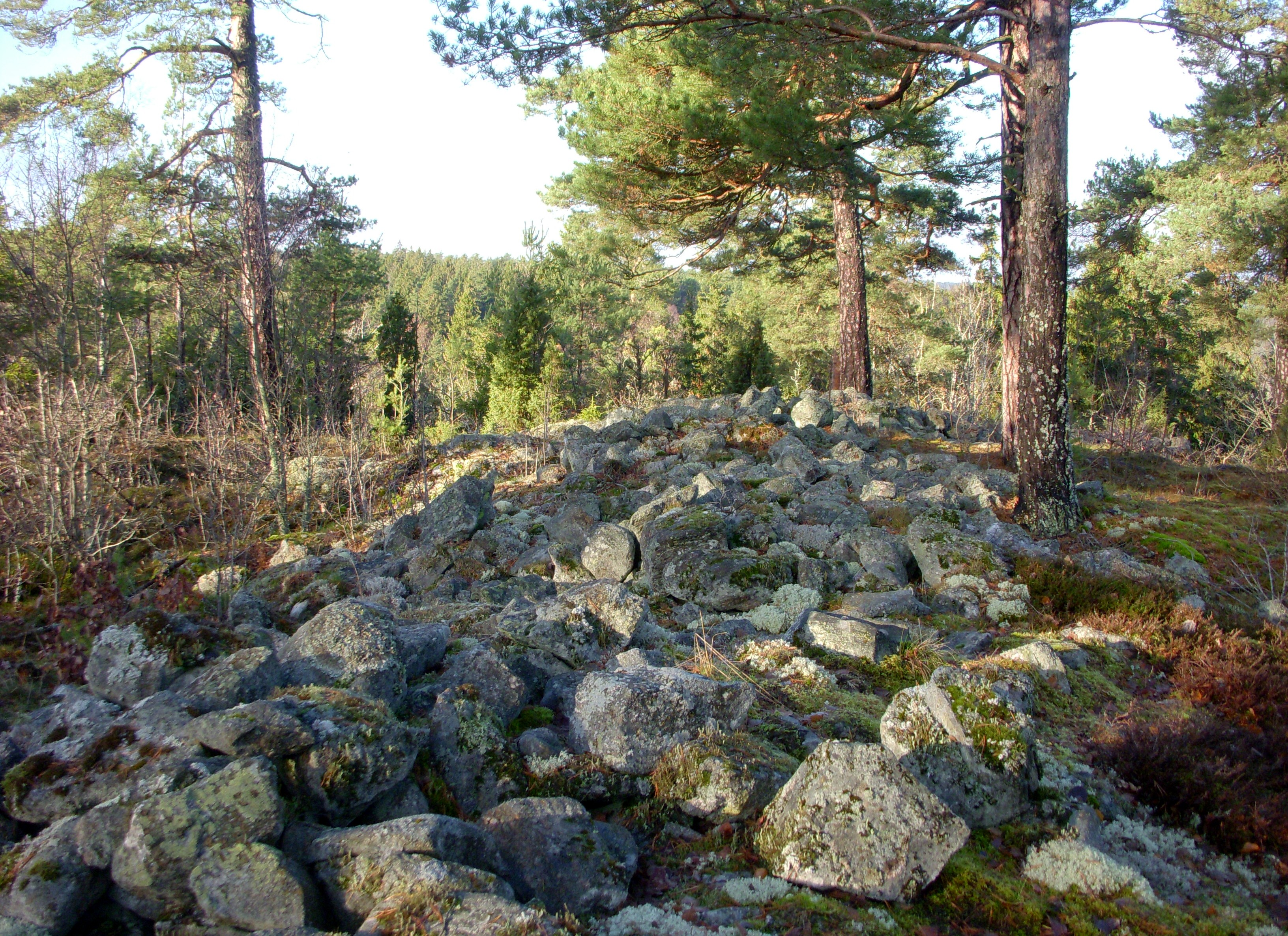
Gravhägnad runt Skårbyröset (RAÄ-nummer: Salem 42:1)
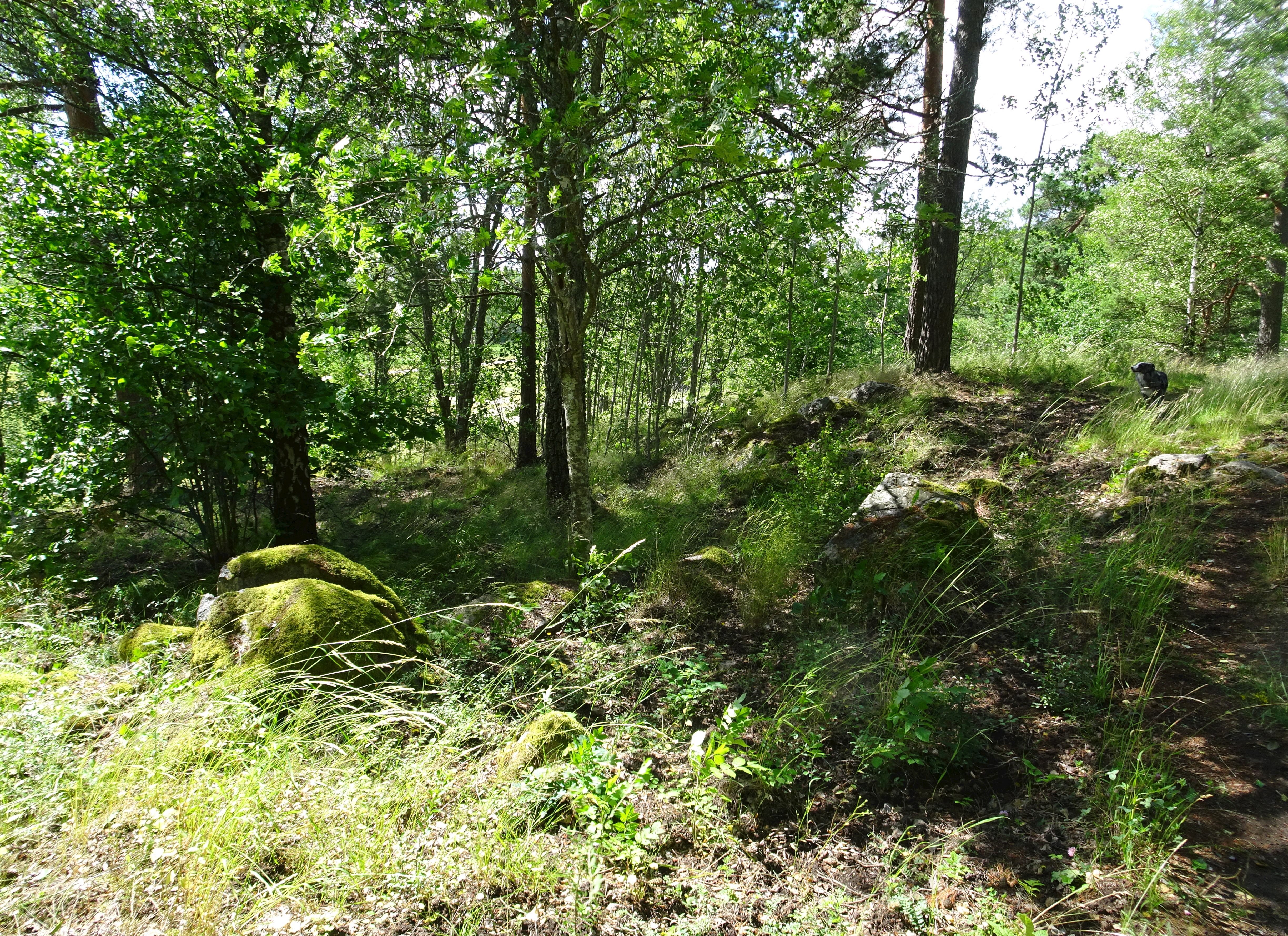
Skårby gravfält (östra) (RAÄ-nummer: Salem 44:1)
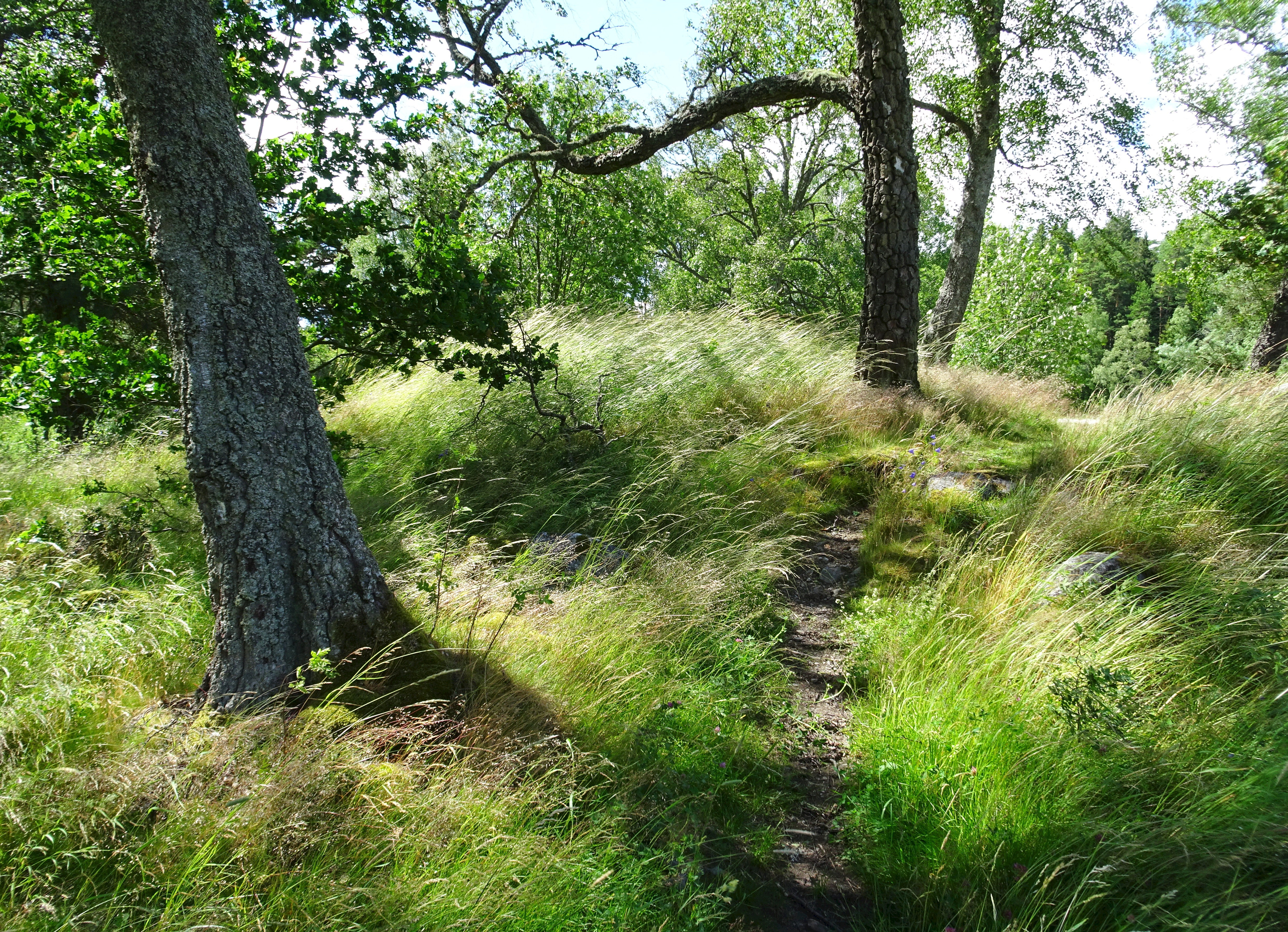
Skårby gravfält (västra) (RAÄ-nummer: Salem 45:1)

## Äldre historik

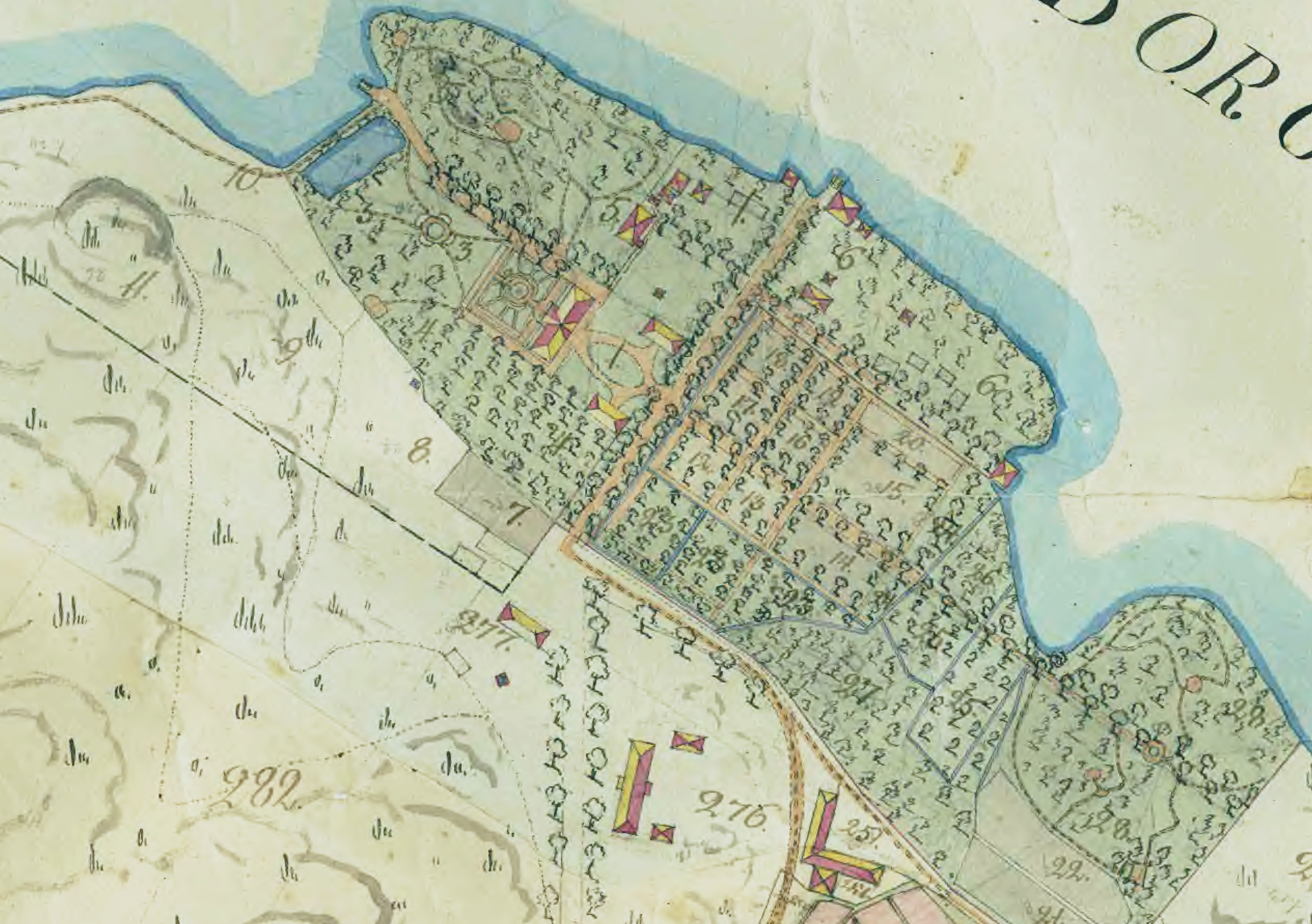
Skårbys byggnader och park 1813.

I samband med att Stockholms Stads vattenledningsverk 1949 rev de flesta av byggnaderna gjordes en byggnadshistorisk undersökning under ledning av Stockholms stadsmuseums byggnadsavdelning. Man kunde då konstatera att byggnaderna och den en gång i tiden så välskötta parkanläggningen var i mycket dåligt skick. Det visade sig även att mangårdsbyggnaden hade om- och påbyggts ett flertal gånger. 
Manbyggnaden var strax före rivningen en tvåvåningsbyggnad med liggande, brunmålad fasadpanel, höga fönster, frontespis och spetsiga gavlar. Exteriören hade tillkommit vid 1800-talets senare del, men ansågs på 1940-talet sakna större kulturhistoriskt värde. Vid rivningen blottades emellertid den ursprungliga, rödmålade timmerväggen under flera lager av fasadpanel. Den äldsta byggnaden var således den timrade och rödfärgade längan i ett plan från 1600-talets andra hälft.
Skårby hade under 1500-talet och 1600-talets början lytt under Årsta gård. Under 1500-talets senare del ägdes Årsta och Skårby av riksrådet och riksmarsken Gabriel Kristiernsson Oxenstierna. Gården Skårby och granngården Häggelunda förvärvades av hovrådet och landshövdingen i Kronobergs län Jonas Klingstedt, som vid slutet av 1660-talet bildade säteriet. Troligen tillkom den äldsta manbyggnaden vid denna tid eller omkring 1670. 
Till Jonas Klingstedts egendom på Skårby hörde också de båda flyglarna, vilka ursprungligen varit uppförda av rödmålat timmer men senare blivit panelade, påbyggda och försedda med brutet tak och vindsvåning. I den norra flygeln fanns kök och bagarstuga, medan den södra innehöll gästrum. Klingstedt förvärvade även den söder om gården belägna egendomen Hallinge. Då sträckte sig Skårbys jordbruksmarker ända ner till Rönninge. 
Efter Jonas Klingstedts död 1691 övergick säteriet till andre sonen Gustaf (1670–1747), som skrev sig på Skårby. Egendomen var i den Klingstedtska släkten ända till 1773, då Gustaf Klingstedts andra hustru Elsa Christina Adlerberg dog. Under hela denna tid hade gården bevarat sin ursprungliga karolinska karaktär med rödmålade timmerbyggnader. Under de följande seklen växlade ägarna ofta och gården bytte flera gånger utseende, exempelvis tillkom de brutna taken och mangårdsbyggnaden både byggdes på och förlängdes. Bland senare ägare kan nämnas en av Gustav III:s förtrogne; Samuel af Ugglas. 

### Gubbens grav
- Koordinater: 59°13′42.51″N 17°44′25.04″Ö / 59.2284750°N 17.7402889°Ö

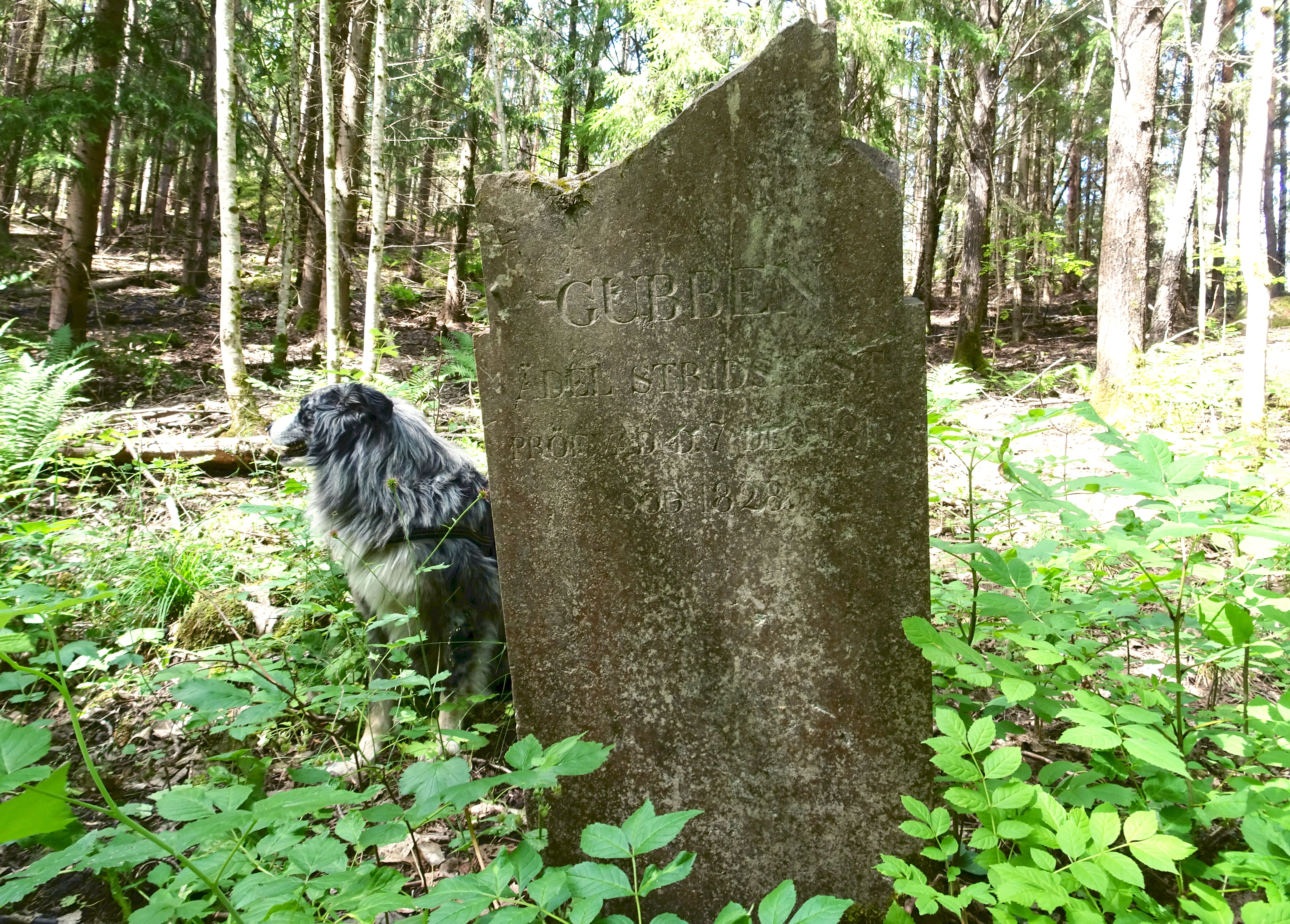
Hästen "Gubbens" gravsten som restes 1828 av sin ägare A.F. Skjöldebrand.

Efter 1815 ägdes gården under knappt tjugo år av statsrådet och generallöjtnanten Anders Fredrik Skjöldebrand, som även var verksam som författare och målare. Han stred i december 1813 i Slaget vid Bornhöft där han hade med sig sin häst Gubben. Hästen hade han köpt några år tidigare på en marknad i Stralsund. I sina memoarer beskrev Skjöldebrand hästen som arg och elak därför var priset "gott". Men snart utvecklades vänskap mellan honom och hästen. Gubben var egentligen rädd för skott och hoppade vanligen men under slaget vid Bornhöft aktade han skotten inte alls.  Skjöldebrand släppte ut honom i fullt språng och ju mer det sköts, ju mer ökade hästens iver, så att han slutligen så gott som skenade.
Efter det framgångsrika slaget tog Skjöldebrand med sig Gubben till Skårby som han förvärvat två senare. Gubben föll död ihop den 7 december 1828 då Skjöldebrand red till Salems kyrka. Gubben begravdes sedan vid Bornsjön, cirka 600 meter sydost om gården. Där, vid skogsbrynet står fortfarande hans gravsten (RAÄ-nummer Salem 152:1). Stenen är av röd sandsten med skadad överkant, cirka en meter hög, 45 centimeter bred och 10 centimeter tjock. Gubben var enligt inskriptionen på gravstenen en "ädel stridshäst" och "pröfvad d 7 december 1813".

### Gården under Kreüger och Silfverswärd
Efter Skjöldebrands död 1834 flyttade amiralen Johan Henrik Kreüger in, som var direktör för byggandet av Södertälje kanal. 1854 förvärvades egendomen av major Conrad Silfverswärd, i vars ägo gården förblev ända fram till dennes död 1896. Hans söner, Georg och Ernst, föddes här 1855 respektive 1863. Under Silfverswärds tid uppfördes flera nya ekonomibyggnader och huvudbyggnaden byggdes till med ytterligare en våning 1884. Söder om gården anlades en stor fruktträdgård och i norr vid Bornsjön fanns en liten engelsk park med slingrande stigar.

### Historiska bilder

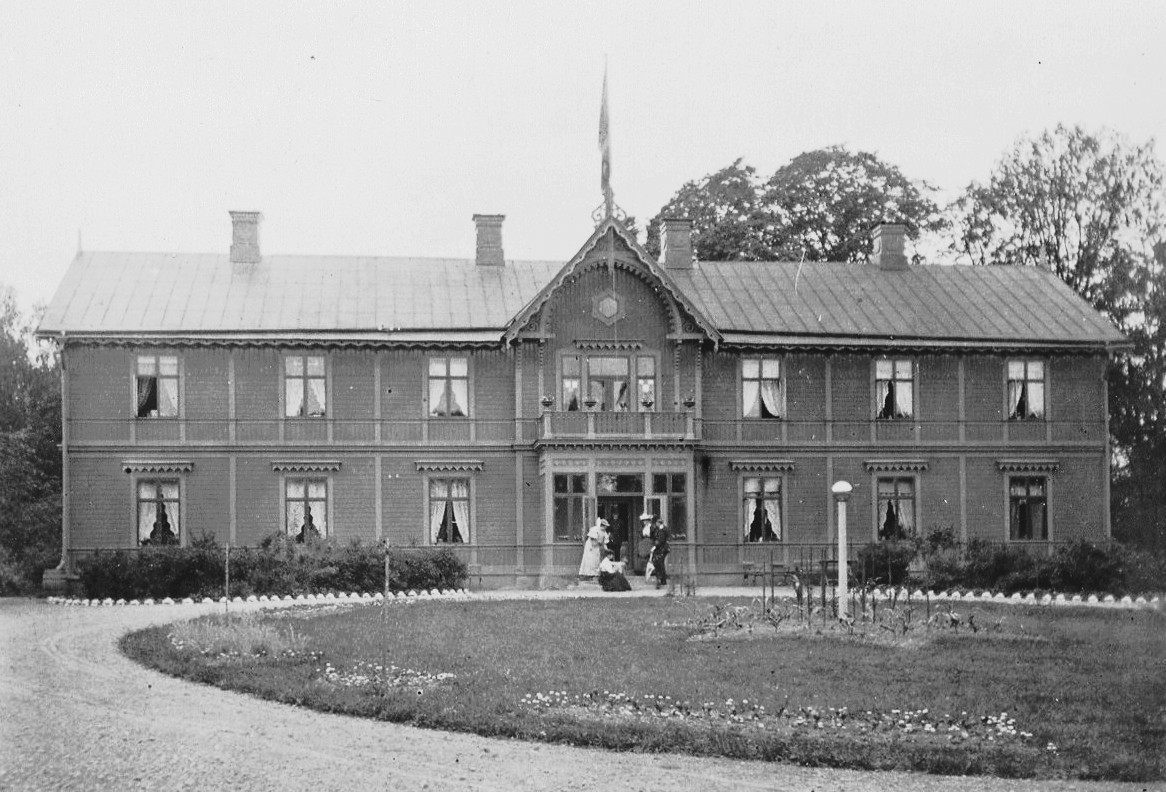
Skårby gårds huvudbyggnad under C.G. Silfverswärds tid på 1890-tal
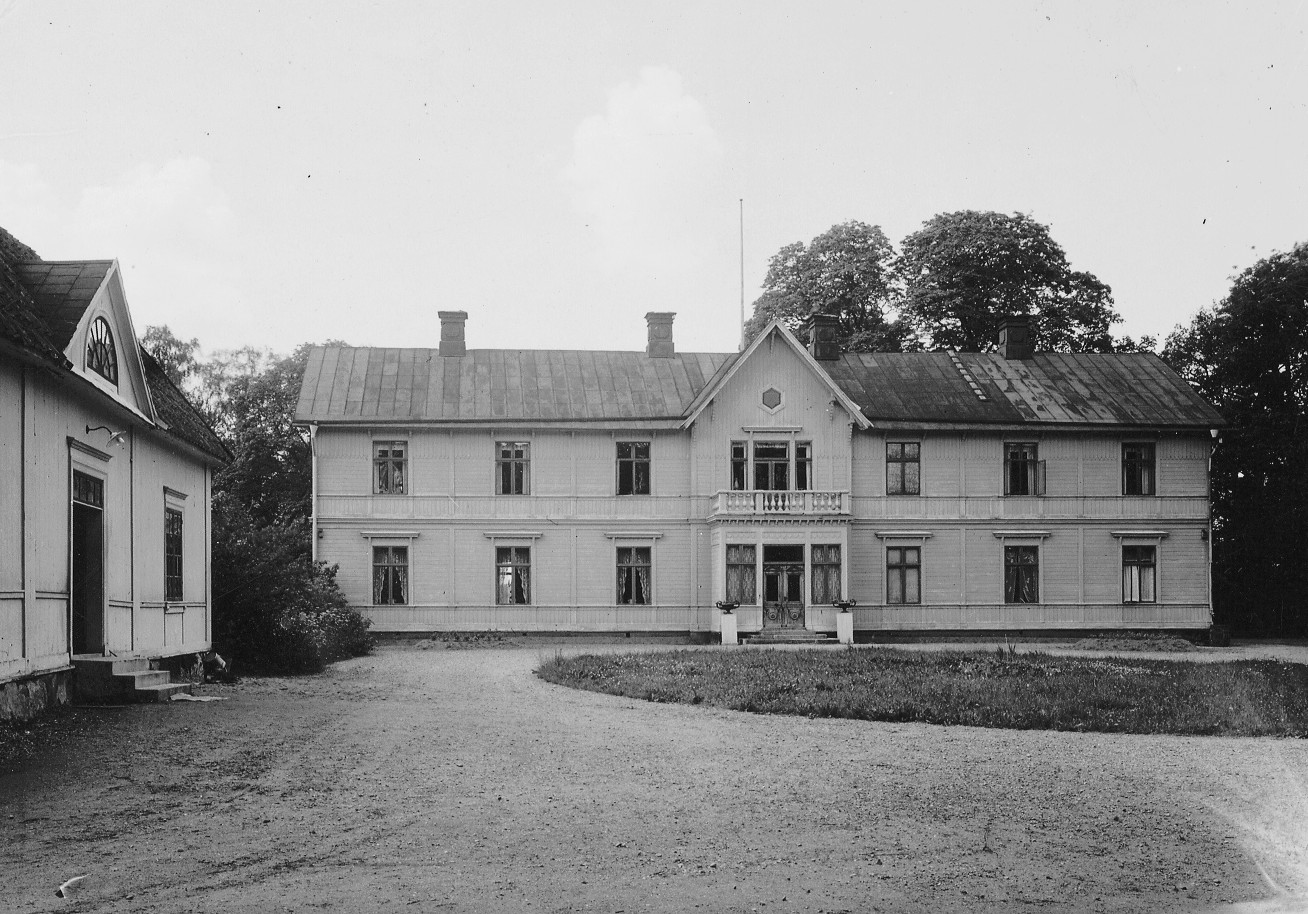
Mangårdsbyggnaden och södra flygeln 1927
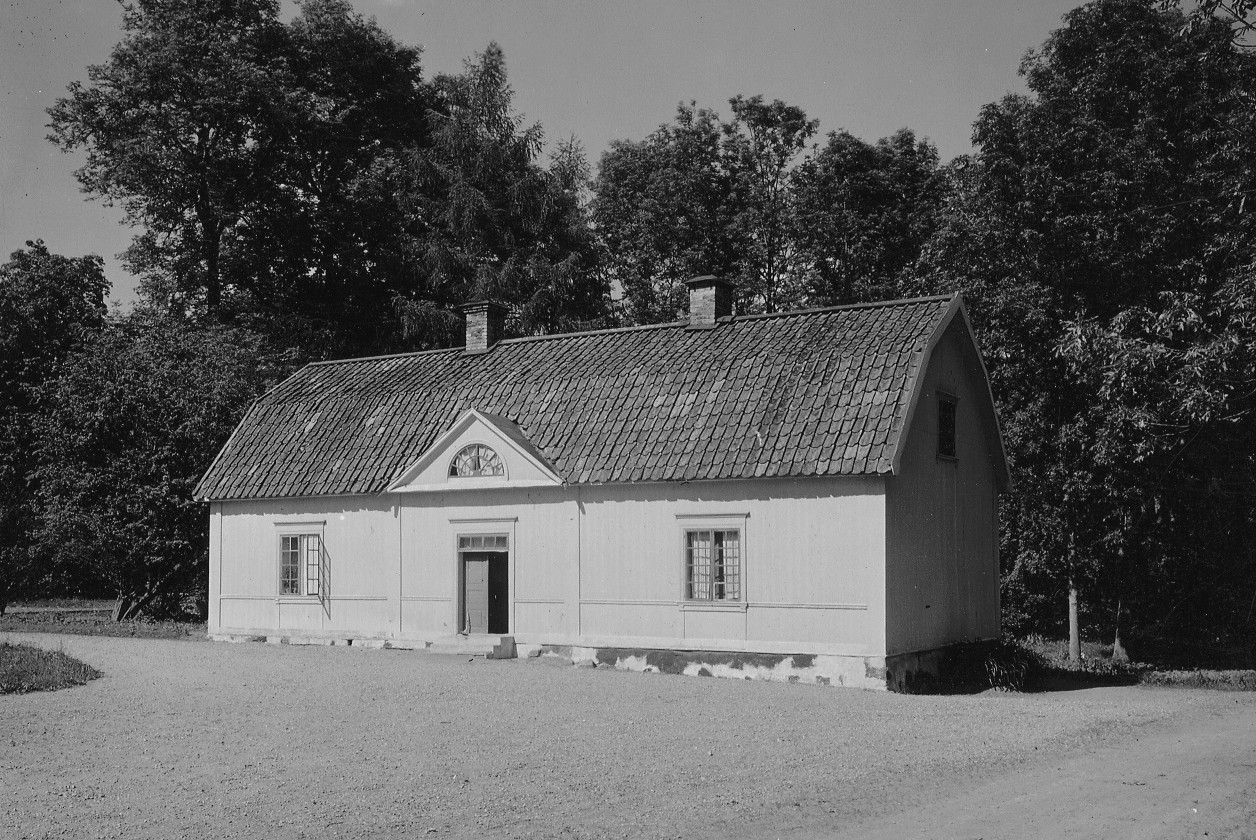
Den norra, numera rivna flygeln 1927
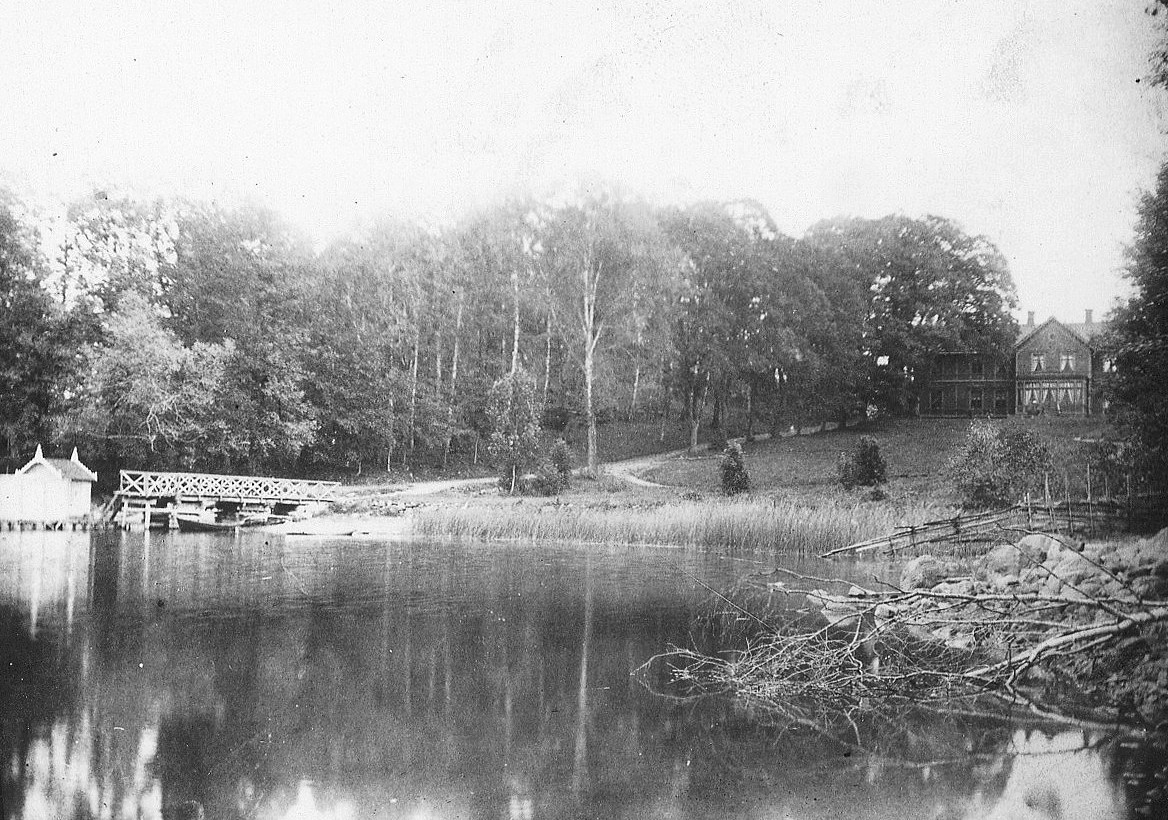
Skårby gård med brygga, vy från Bornsjön, 1890-tal

## Nyare historik

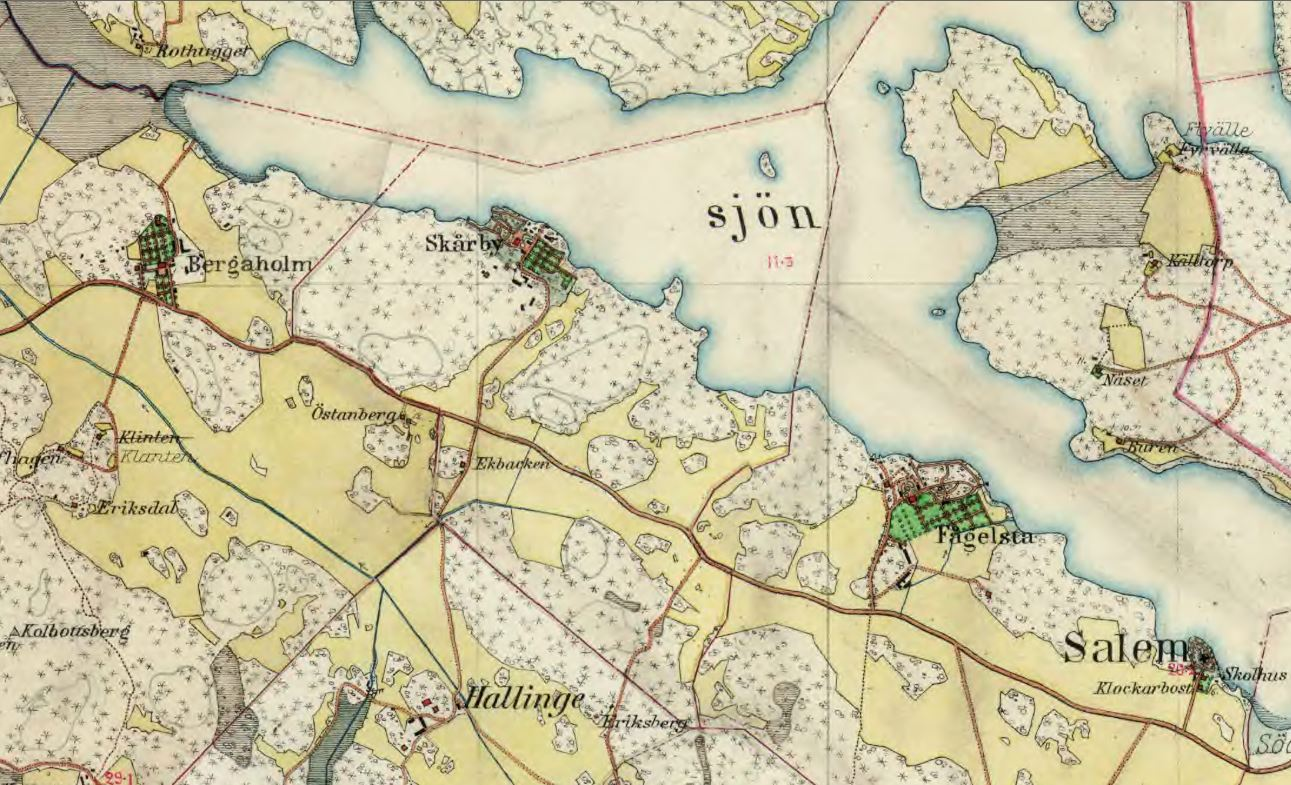
Bornsjön med gårdarna Bergaholm, Skårby och Fågelsta på häradskartan, 1901.

I samband med planeringen för Norsborgs vattenverk med tillhörande vattentäkter, inköpte Stockholms stad 1899 det dittills största markområdet utanför tullarna. I ett slag förvärvade man de så kallade Bornsjöegendomarna:  Norsborg, Bergaholm, Fågelsta, Vällinge och Sturehov, med en jordareal på cirka 3 000 hektar. Med ytterligare köpen 1903 och 1908, där bland annat storgodset Skårby ingick, fick man kontroll över samtliga stränderna kring Bornsjön och säkrade den rena sjöns vatten som dricksvatten åt Stockholmarna.
Skårby gård användes som pensionat och hem för krigsflyktingar under andra världskriget. Därefter lät man år 1949 riva de flesta av byggnaderna. Dåvarande Stockholms vattenledningsverk ville ej ha människor boende intill Bornsjöns vattentäkt. Till gården hörde ursprungligen en stor park, fruktodlingar, ekonomibyggnader, vagnslider, fähus, loge och ett orangeri.
Idag återstår bara den södra flygeln, en spannmålsbod från 1845 och en liten bryggstuga (tvättstuga). Den sista södra flygeln är ett gulmålat trähus med brutet tak. Spannmålsboden är en hög, rödfärgad och knuttimrad byggnad i tre våningar. Boden är traktens bäst bevarade i sitt slag. Den södra flygeln fungerar efter en varsam upprustning i slutet av 1970-talet som fritidsbostad.
Trots att så få byggnader återstår finns många spår som vittnar om hur stor egendomen Skårby en gång varit. Husgrunder i området visar var bostadshus och ekonomibyggnader legat. Ruinen efter den stora stallbyggnaden uppförd med gråstensväggar innehåller fortfarande två foderrännor och järnkrokar där boskapen hölls fastkedjad. Rester av den en gång så ståtliga askallén, den stora parken öster om huvudbyggnaderna och fruktträdgården finns också delvis bevarad och skapar en bild om hur gården en gång sett ut. Sedan 1993 äger Stockholm Vatten egendomarna kring Bornsjön och sköter dessa.

### Nutida bilder

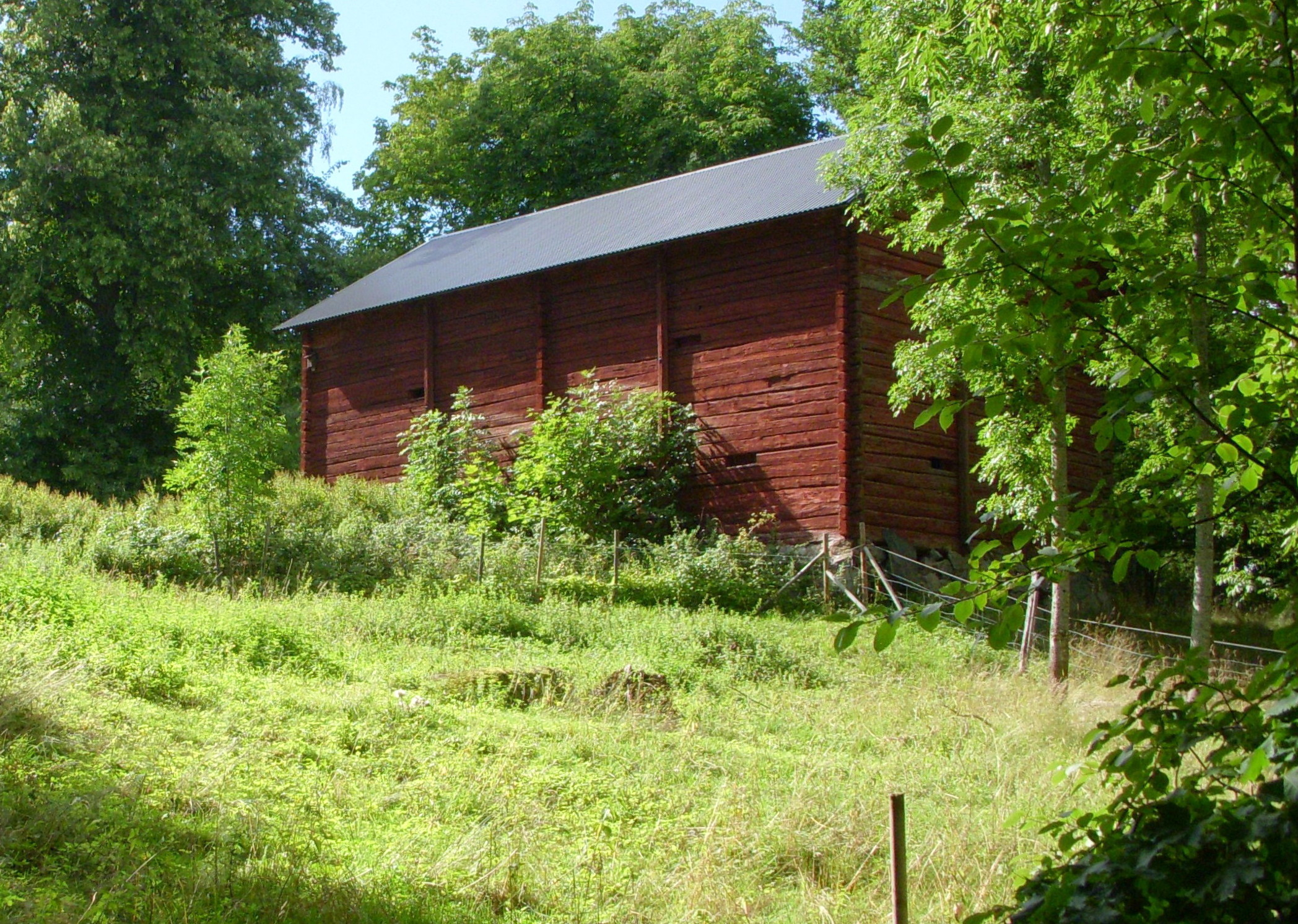
Spannmålsboden 2010
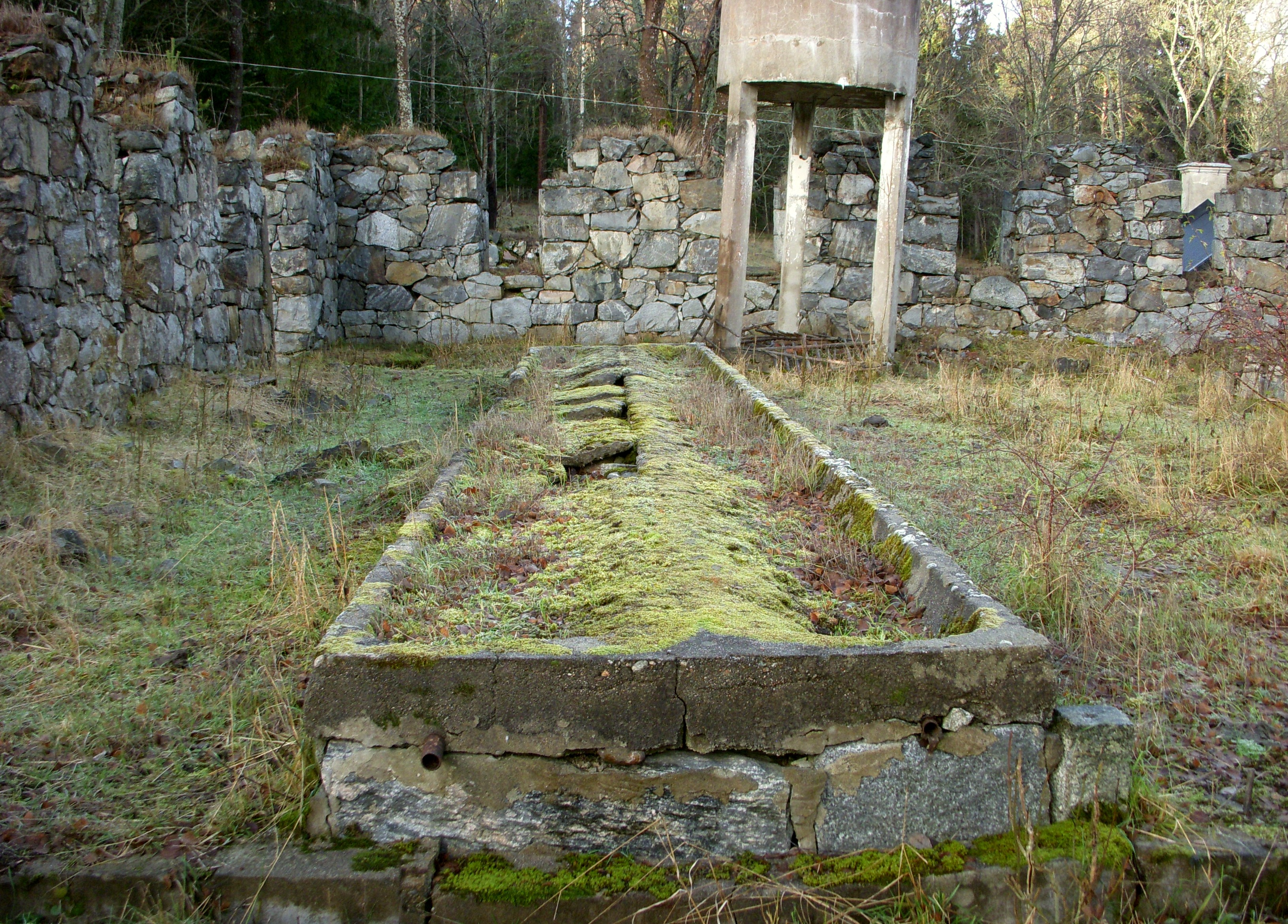
Ruinen efter stora stallet 2010
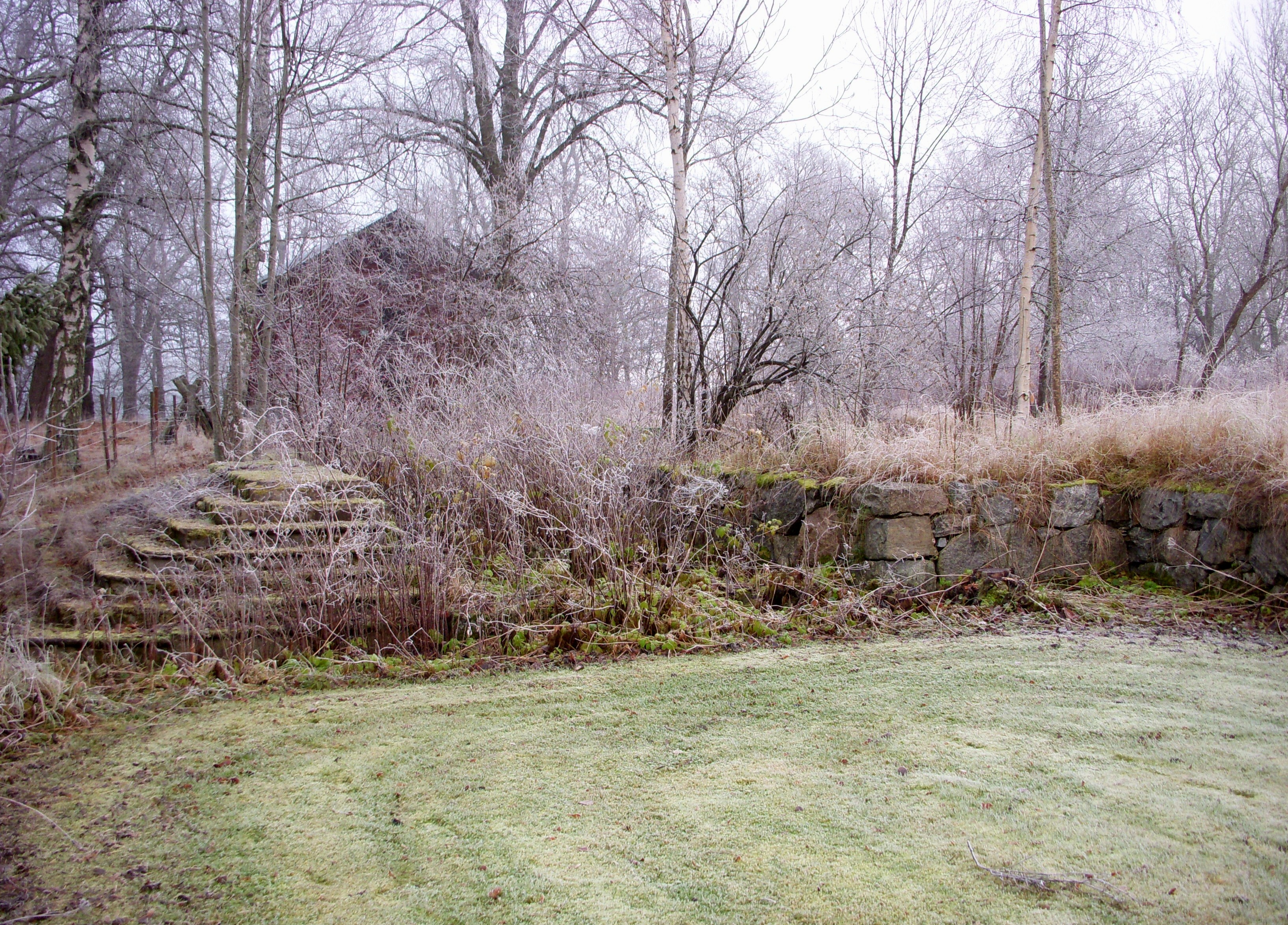
Resterna av mangårdsbyggnaden
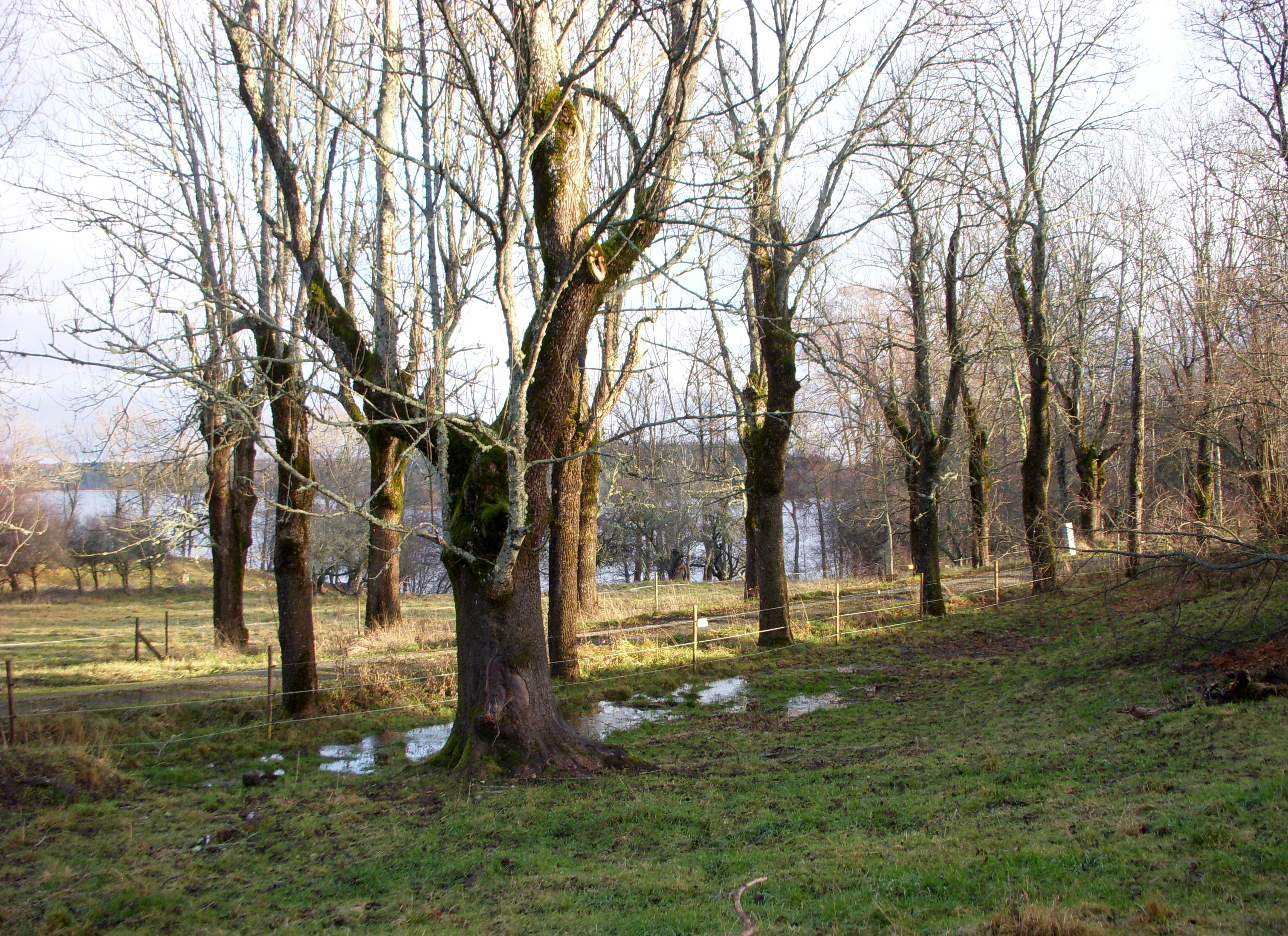
Resterna av askallén 2010

## Skårbydammen
Söder om Skårby gård och Bergaholmsvägen ligger Skårbydammen, en återskapad våtmark. Dammen anlades 1990 för att fånga upp näringsämnen från åkermarken runt om, men också för att gynna fågellivet. Området ägs av Stockholm Vatten och förvärvades omkring 1900 av Stockholms stad i samband med att Norsborgs vattenverk skulle byggas och vattentäkten Bornsjön skulle säkras.